# فرنسا في الألعاب الأولمبية الصيفية 1896
شاركت الجمهورية الفرنسية الثالثة في الألعاب الأولمبية الصيفية 1896 في أثينا، اليونان، من خلال 12 رياضيّ في 6 رياضات. حققت فرنسا 5 ميداليات ذهبية و11 ميدالية إجمالًا.